# Saint-Étienne-sur-Reyssouze
Saint-Étienne-sur-Reyssouze è un comune francese di 531 abitanti situato nel dipartimento dell'Ain della regione dell'Alvernia-Rodano-Alpi.
Il territorio comunale è bagnato dalle acque del fiume Reyssouze.

## Società

### Evoluzione demografica
Abitanti censiti